# Massoud Ali Mohammadi
Pour les articles homonymes, voir Mohammadi.
Massoud Ali Mohammadi (en persan : مسعود علي محمدي), né le 24 août 1959 et mort le 12 janvier 2010, est un physicien nucléaire iranien. Massoud Ali-Mohammadi est assassiné à Téhéran, le 12 janvier 2010, par une bombe actionnée à distance. 

## Biographie
Masoud Alimohammadi était un théoricien des champs quantique iranien et un physicien des particules élémentaires et un éminent professeur de physique des particules élémentaires au Département de physique de l'Université de Téhéran. Alimohammadi était le premier étudiant diplômé de doctorat en physique de l'université de technologie de Sharif. Il a publié 53 articles et lettres dans des revues académiques évaluées par des pairs et a écrit et traduit plusieurs manuels de physique, y compris Modern Quantum Mechanics, édition révisée, par J. J. Sakurai, qu'il a traduit de l'anglais vers le persan en collaboration avec Hamidreza Moshfegh.
Le 12 janvier 2010, le physicien nucléaire Massoud Ali Mohammadi meurt après l'explosion d'une moto piégée devant son domicile à Téhéran. Cet attentat avait été attribué par Téhéran à des « mercenaires » agissant pour le compte des services de renseignement israélien et américain.